# Christine Gogolin

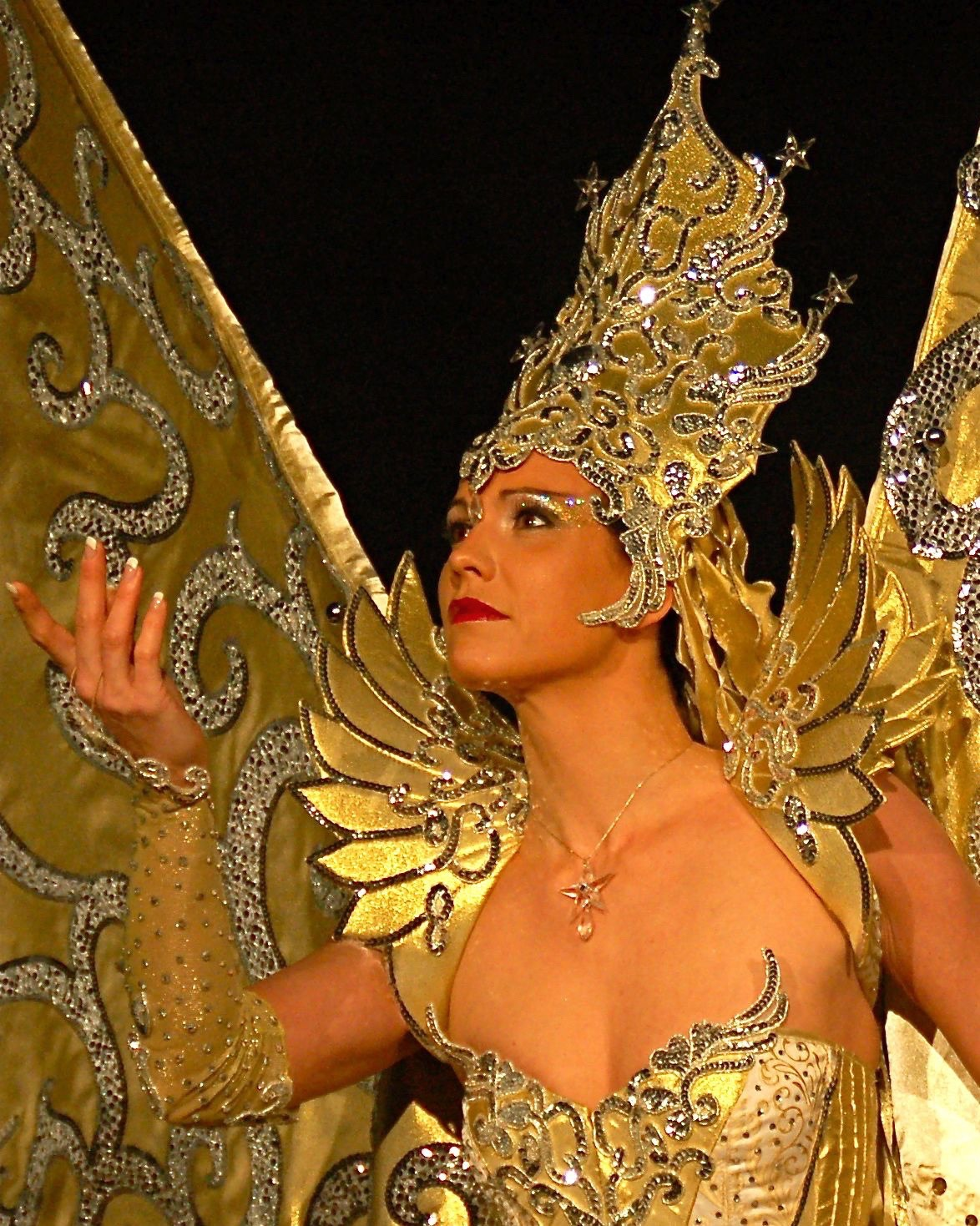
Christine Gogolin als „Angelo d'oro“

Christine Gogolin (* 10. Mai 1971 in Erfurt) ist eine deutsche Opernsängerin, Textdichterin, Dichterin, Kabarettistin, Moderatorin und Bühnenkünstlerin.

## Leben
Christine Gogolin sammelte schon in frühester Kindheit Bühnenerfahrung. Von 1977 bis 1987 besuchte sie die während dieser Zeit mehrfach mit dem Prädikat „ausgezeichnet“ versehene Ballettklasse der Bezirksmusikschule Erfurt. Außerdem war sie während ihrer Ausbildung zur Krankenschwester Mitglied des während dieser Zeit mit dem Kulturpreis der Stadt Erfurt ausgezeichneten Mädchenkammerchores der Bezirksmusikschule Erfurt. Sie nahm Einzel-Gesangsunterricht bei Christina Göthel und erhielt auf Grund ihrer Begabung einen Fördervertrag der Hochschule für Musik Franz Liszt Weimar, an der sie dann 1991–1997 studierte. Schon während ihres Studiums trat sie gemeinsam mit Jörg Hindemith im Rundfunk und im MDR Fernsehen auf. Mit dem Diplom in der Fachrichtung Operngesang/Solo schloss sie 1997 ihr Studium ab und begann ihre Laufbahn als freischaffende Opernsängerin.
Zu Beginn ihrer Karriere arbeitete sie intensiv mit dem Kammerorchester Wernigerode unter der Leitung von Christian Fitzner zusammen. In dieser Zeit trat sie vornehmlich mit Opern, Operetten und Liederabenden in Erscheinung. Sie arbeitete außerdem mit Orchestern wie der Vogtland Philharmonie Greiz Reichenbach, dem Janoschka Ensemble und dem Heeresmusikkorps der Bundeswehr, welches sie in der Beethovenhalle begleitete. Seit dem Jahr 2002 verbindet sie darüber hinaus eine enge Zusammenarbeit mit der Band The Queen Kings (früher Mayqueen), unter anderem auch bei der Queen Convention Whitestock.
2002 lernte sie den Modeschöpfer Alfredo Pauly kennen, in dessen aufwendigen Kostümshows sie mehrfach an hervorgehobener Stelle mitwirkte. Mit seinen Kostümen war sie Mittelpunkt der Show Roncalli meets Classic im Musical Theater Bremen. 2004 sang sie zum ersten Mal auf dem Kreuzfahrtschiff Deutschland; weitere Engagements auf Schiffen der Reederei Peter Deilmann schlossen sich an.
2004 lernte sie ihren Lebens- und Bühnenpartner Markus Schimpp kennen. Gemeinsam schrieb das Paar zahlreiche Kabarett- und Bühnensongs (Christine Gogolin (Text/Musik) Markus Schimpp (Musik)). Als Duo PinkMoll traten sie unter anderem bei Witzigmann/Roncalli (Hamburg), Panem et Circenses (Essen) und dem Apollo Varieté (Düsseldorf) auf. Das Duo wurde mehrfach mit renommierten Kabarettpreisen ausgezeichnet. 2011 trennte sich das Paar privat.
Für eine Aufführung im Teatro la Fenice in Venedig ließ sich Christine Gogolin 2008 von der Kostümbildnerin Silvia Boucké (Köln) das Großkostüm „Angelo d’oro“ bauen; für Roncallis Weihnachtscircus in der Lanxess Arena entstand im selben Jahr ein zweites Großkostüm, die „Schneekönigin“. Mit dem Kostüm „Angelo d’oro“ avancierte sie zur Botschafterin der Stadt Wien und trat in dieser Funktion in Belgrad, Warschau, Baku, Rio de Janeiro auf. Später eröffnete sie den „Markt der Engel“ in Köln.
Eine enge Zusammenarbeit verbindet sie auch mit dem Kirchenmusiker und Komponisten Marcus Dahm; so wirkte sie u. a. auch an den von Dahm geleiteten Troisdorfer Lucia-Konzerten, den größten Adventskonzerten dieser Art in Nordrhein-Westfalen, als goldener Engel und Schneekönigin mit und steuerte außerdem auch hier Texte bei.
Außerdem schrieb sie für das TOP-Magazin Bonn unter anderem die Kolumne unter dem Pseudonym „Beetha Bonnus“,

## Tondokumente
- CD Queen Kings, The – News Of The Kings
- DVD Queen Kings, The – A Night With The Queen Kings

## Auszeichnungen
- Jurypreis Stockstädter Römerhelm 2009, mit Christine Gogolin als Pink Moll[14]
- Amici Artium, Ottobrunn, 2. Preis 2008, mit Christine Gogolin
- Krimischreib-Wettbewerb Wardenburg, 3. Preis 2010 mit dem Kurzkrimi „Hinter deiner Stirn“[15]